# Gelasinospora stellata
Gelasinospora stellata är en svampart som beskrevs av Cailleux 1972. Gelasinospora stellata ingår i släktet Gelasinospora och familjen Sordariaceae.   Inga underarter finns listade i Catalogue of Life.